# Зеподія (Траян, Бакеу)
Зеподія (рум. Zăpodia) — село у повіті Бакеу в Румунії. Входить до складу комуни Траян.
Село розташоване на відстані 256 км на північ від Бухареста, 13 км на північний схід від Бакеу, 69 км на південний захід від Ясс.

## Населення
За даними перепису населення 2002 року у селі проживали 502 особи, усі — румуни. Усі жителі села рідною мовою назвали румунську.